# Глухівська міська територіальна громада
Глухівська міська громада — територіальна громада в Україні, в Шосткинському районі Сумської області. Адміністративний центр — місто Глухів.
Площа громади — 450 км², населення — 39 142 мешканці (2020).
19 липня 2020 року, в результаті адміністративно-територіальної реформи та ліквідації Глухівського району, громада увійшла до складу новоутвореного Шосткинського району.

## Населені пункти
У складі громади 1 місто (Глухів), 1 селище (Будівельне) і 23 села:
- Баничі
- Білокопитове
- Будища
- Вікторове
- Вознесенське
- Годунівка
- Дунаєць
- Заруцьке
- Іонине
- Калюжне
- Кравченкове
- Мацкове
- Москаленки
- Некрасове
- Перемога
- Полошки
- Привілля
- Семенівка
- Сліпород
- Сутиски
- Уздиця
- Хотминівка
- Щебри